# Signalspaning

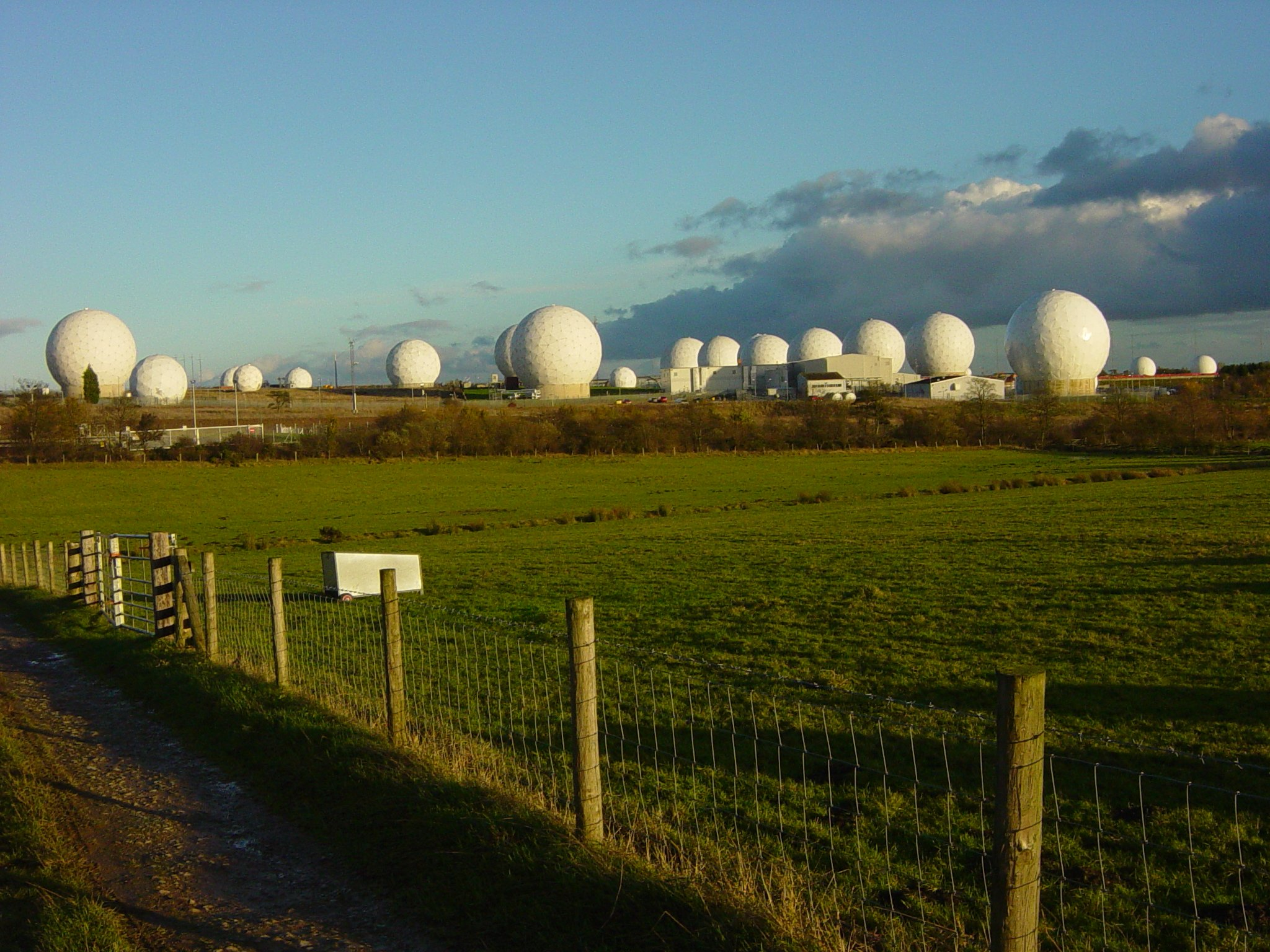
RAF Menwith Hill, en engelsk signalspaningsanläggning

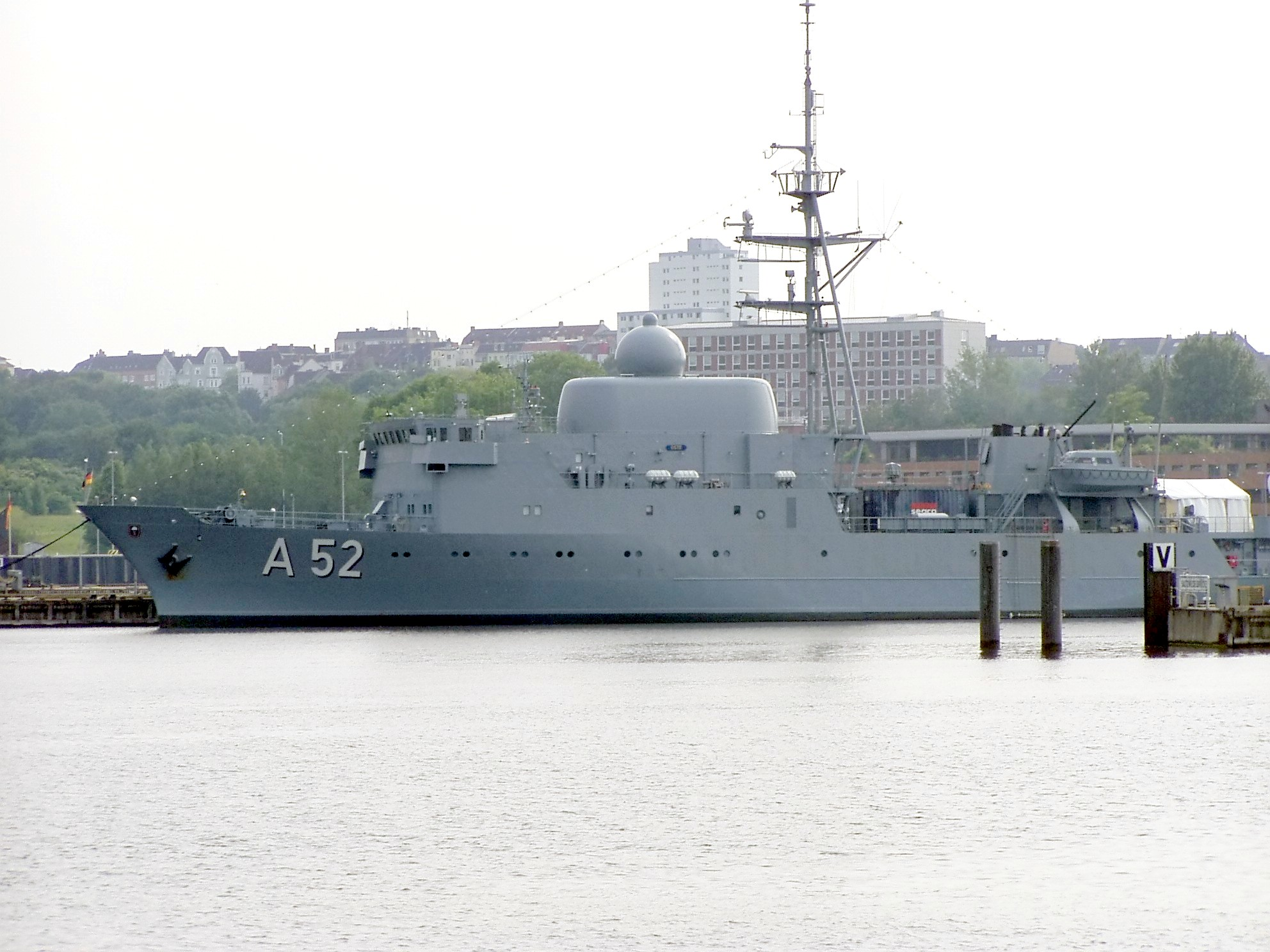
Det tyska signalspaningsfartyget A52 Oste

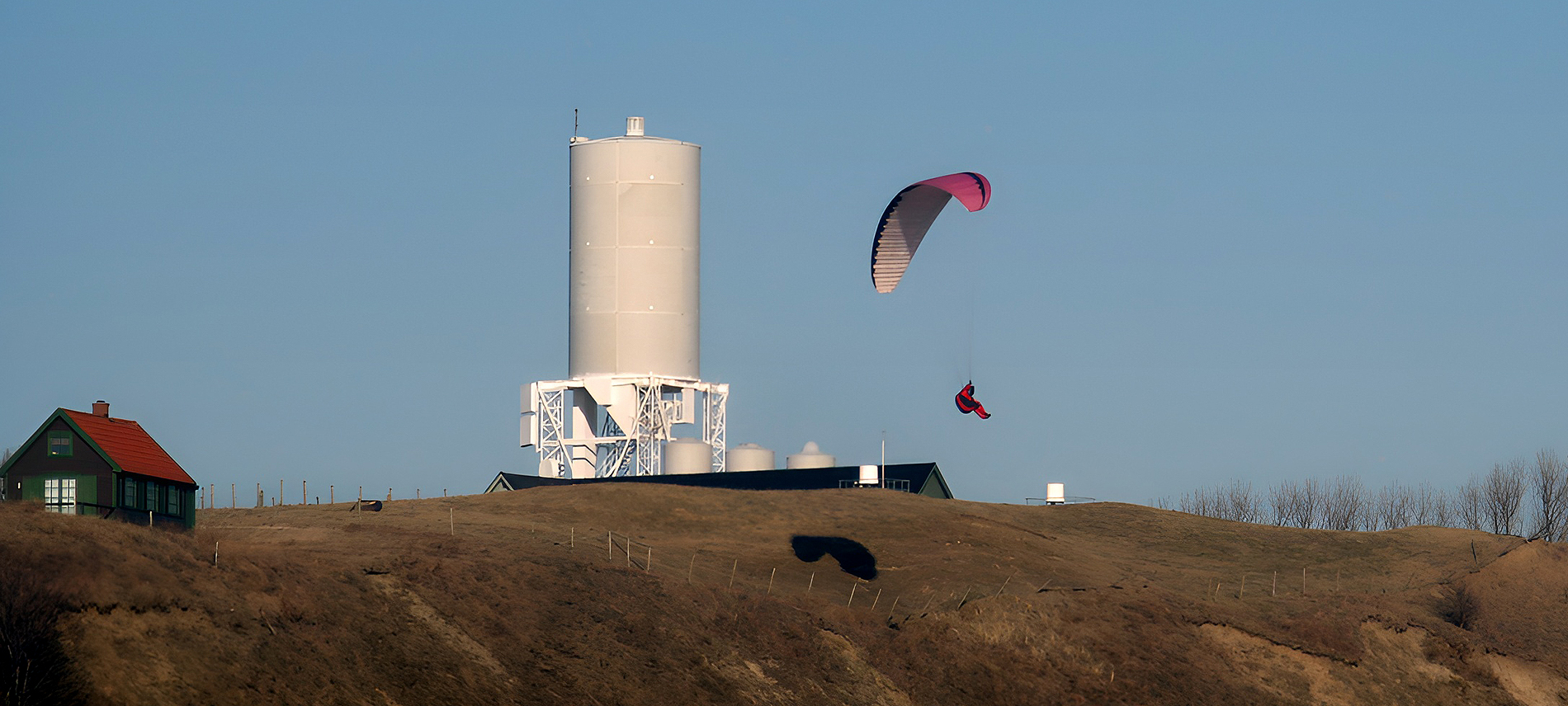
FRA Försvarets radioanstalt. Torn för signalspaning i Kåseberga.

Signalspaning (förkortas ofta SIGINT från engelskans signals intelligence) innebär att man genom avlyssning, pejling m.m. utforskar och övervakar data- och/eller teletrafik och på så vis inhämtar underrättelser. En variant av signalspaning är signalkontroll som dock inte har underrättelseinhämtning som uppgift. 
SIGINT är en förkortning av engelskans Signals Intelligence, vilket på svenska kan översättas med signalunderrättelsetjänst. Signalunderrättelsetjänst är egentligen en bättre benämning än signalspaning eftersom det syftar till att beskriva hela kedjan av inhämtning, bearbetning, analys och rapportering.

## Indelning
Signalspaning kan delas in i kommunikationspaning (KOS, på engelska: COMINT eller communications intelligence) som rör kommunikation mellan personer, utrustning eller system där någon form av information eller meddelande överförs.
Teknisk signalspaning (TES, på engelska: ELINT eller electronic intelligence) rör signaler från utrustning och maskiner, främst från radar-, navigerings- och vapenrelaterade system, där dessa i huvudsak inte innehåller någon information eller meddelande avsett att uppfattas av en motstation. Kommunikationsspaning kan delas in i inhämtning, bearbetning (trafikbearbetning inklusive kryptoforcering och innehållsbearbetning), analys och rapportering.

## Tillämpning
Signalspaning kan användas både för civila och militära ändamål. Signalspaning är framför allt använt av ett lands försvarsmakt för att av taktiska och strategiska skäl försöka inhämta uppgifter om främmande makts militära och i viss mån civila beredskapsförmåga. Med taktisk signalspaning åsyftas inhämtning av uppgifter med kort underrättelsevärde, till exempel som förberedelse inför anfall. Med strategisk signalspaning förstås inhämtning av uppgifter med längre underrättelsevärde, till exempel andra länders beredskap och krishanteringsförmåga. Strategisk signalspaning kan också användas för att bygga upp en normalbild av ett läge där en upptäckt avvikelse från normalbilden kan användas för att dra slutsatser av betydelse för underrättelserna. I Sverige utförs signalspaning av Försvarets radioanstalt, FRA. I Storbritannien görs det av GCHQ och i USA av NSA.
Signalspaning kan även användas för att upptäcka och förhindra brott.

## Torn, fartyg och flygplan
De plattformar där signalspaningsutrustning oftast installeras är torn, fartyg och flygplan. Exempel på torn finns i Kåseberga (se bild till höger), exempel på fartyg är HMS Orion (A201) och det tyska signalspaningsfartyget A52 Oste (se bild till höger), och exempel på flygplan är S102B, se artikeln Gulfstream IV. 

## Skydd mot signalspaning
För att skydda sig mot signalspaning bör man vidta åtgärder som försvårar eller omöjliggör:
- Upptäckt
- Avlyssning
- Pejling
- Trafikanalys
- Identifiering

## Signalspaningsorganisationer
- Danmark, Forsvarets Efterretningstjeneste
- Finland, Signalprovanstalten
- Folkrepubliken Kina, Tredje avdelningen av Generalstaben i Folkets befrielsearmé
- Frankrike, Direction Générale de la Sécurité Extérieure
- Förbundsrepubliken Tyskland, Bundesnachrichtendienst
- Kanada, Communications Security Establishment
- Norge, Etterretningstjenesten
- Ryssland, Federala Myndigheten för Statlig Kommunikation och Information
- Schweiz, Nachrichtendienst des Bundes
- Storbritannien, Government Communications Headquarters
- Sverige, Försvarets radioanstalt
- Turkiet, Milli Istihbarat Teskilati (National Intelligence Organization), direktoratet för elektronisk och teknisk underrättelseverksamhet
- USA, National Security Agency
- Nederländerna, SIGINT